# Gruber Logistics
GRUBER Logistics  è un'azienda internazionale di logistica e trasporti a conduzione familiare con sede legale a Ora, provincia autonoma di Bolzano e altre 29 filiali in Italia, Austria, Germania, Paesi Bassi, Belgio, Romania ,Lituania, Russia e Cina.

## Storia
GRUBER Logistics è stata fondata nel 1936 da Josef Gruber ed è guidata dalla famiglia Gruber da 3 generazioni. Inizialmente operativa come mediatore della dogana e di trasporto, negli anni sessanta l'azienda iniziava a concentrarsi sul trasporto merci internazionale, inaugurando nel 1963 la prima filiale estera a Kiefersfelden in Germania.
Nel corso degli anni settanta l'azienda iniziò ad investire in un proprio parco mezzi e ad incrementare la propria attività nei vari settori della logistica. All'inizio degli anni ottanta il gruppo si concentrava sempre di più sui trasporti eccezionali che oggi rappresentano una delle attività per cui GRUBER Logistics è maggiormente nota.

## Attività
Il gruppo a conduzione familiare dispone di un parco mezzi di oltre 850 unità e offre impiego a 1000 collaboratori. Al momento offre i seguenti servizi::
- Trasporti a carico completo
- Trasporti groupage e a carico parziale
- Trasporti eccezionali
- Trasporto aereo e marittimo
- Servizi di logistica
- Traslochi industriali

## Filiali
L'azienda ha 30 filiali in Europa e Asia:
- Italia: Ora, Verona, Milano, Padova, Paderno Dugnano, Aprilia, Trieste, Bari, Napoli, Firenze, Bologna, Cesena
- Austria: Kufstein
- Germania: Bremen, Köln,  Kreuztal, Lauf an der Pegnitz, Monaco di Baviera, Nürnberg, Hannover, Hamburg, Pleißa, Würselen, Gladbeck, Bochum
- Paesi Bassi: Gorinchem, Zevenbergen
- Belgio: Gosselies
- Romania: Oradea
- Lituania: Vilnius
- Polonia: Katowice
- Russia: San Pietroburgo
- China: Shanghai

## Galleria d'immagini

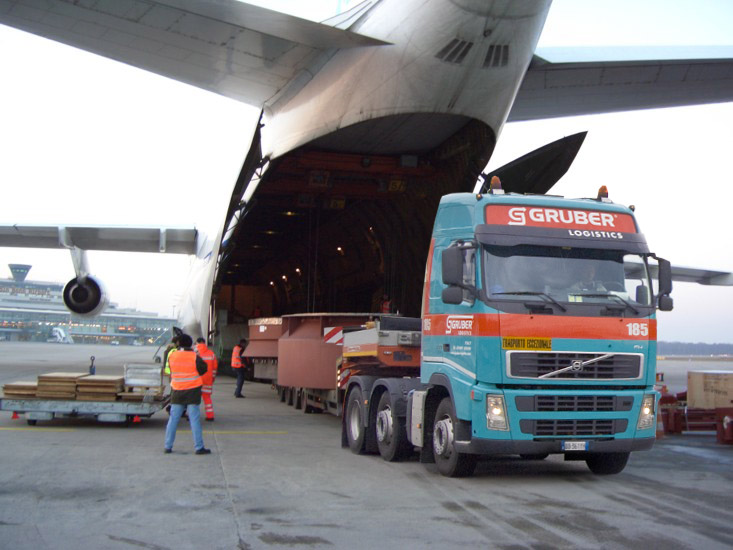
Trasporto aereo